# سونوگرافی توده‌شناس بیضه

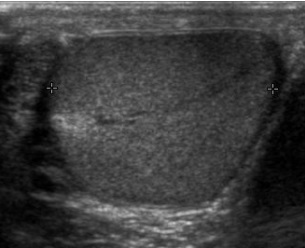
تصویر سونوگرافی بیضه و توده داخل آن

سونوگرافی توده‌شناس بیضه یک فرایند مورد استفاده در ارزیابی درد بیضه، در میان دیگر شرایط است.
این روش می‌تواند به شناسایی توده‌های جامد در بیضه کمک کند.
این روش می‌تواند شرایطی مانند تجمع مایع در بیضه را مقایسه کند . این مایع ممکن است با نور مستقیم قابل مشاهده باشد، اما سونوگرافی ممکن است مورد استفاده برای تأیید این تشخیص باشد.